# Jacqueline Kim
Jacqueline Kim (Cincinnati, 31 maart 1965) is een Amerikaans actrice, schrijfster en filmproducer.

## Jeugd
Kim werd geboren in Cincinnati, Ohio, uit Koreaanse ouders, als de jongste van drie meisjes. Ze groeide op in Bloomfield Hills, Michigan, en begon op 14-jarige leeftijd te spelen in het theater, 'in een klein theater in de straat genaamd' Willow Way '. Ze studeerde af aan de Bloomfield Hills Lahser High School. Ze behaalde vervolgens een Bachelor of Fine Arts aan de Theatre School van DePaul University in Chicago.

## Carrière
Na het afstuderen aan de toneelschool, begon Kim te acteren op podia in Chicago, het Shakespeare Theater (DC) en landde uiteindelijk in Minneapolis. Hoogtepunten gedurende vier seizoenen in het Guthrie Theatre zijn rollen als Nina in The Seagull, de titelrol in Electra en Phocion / Princess in The Triumph of Love. Eind 1993 verhuisde ze naar Los Angeles en begon haar filmcarrière, met hoofdrollen in twee films, Star Trek: Generations en Barry Levinson's Disclosure. Deze rollen werden gevolgd door werk tegenover Tommy Lee Jones in Volcano. In 1999 speelde ze Yon Greene, een advocate in Bangkok voor Claire Danes en Kate Beckinsale, in Brokedown Palace. In 2001 deelde ze de titelrol in de film The Operator, geschreven en geregisseerd door Jon Dichter, met in de hoofdrollen Michael Laurence en Stephen Tobolowsky. Haar breakout-film en uitvoering was in Eric Byler's Charlotte Soms, die filmcriticus Roger Ebert verdedigde en naar zijn Overlooked Film Festival bracht. Deze rol werd erkend door twee FIND Independent Spirit Award-nominaties voor het werk van Kim als Charlotte en voor de film (de John Cassavetes Award).
Kim staat ook bekend om haar werk in het tweedelige epos "The Debt, Part I en II" voor de televisieserie Xena: Warrior Princess. Ze won de LA Drama Critics 'Circle award 2004 voor de beste vrouwelijke hoofdprestaties in de productie van Passion door East West Players. In 2011 bracht ze haar eerste EP uit, This I Heard (nummer & melodieën, deel I).
In 2015 beëindigde Kim de productie van de film Advantageous. Ze schreef, produceerde en componeerde de speelfilm samen met haar regisseur, Jennifer Phang, terwijl ze de hoofdrol speelde tegenover Jennifer Ehle, James Urbaniak en Ken Jeong.

## Filmografie
| Jaar | Titel                  | Rol                     | Nota                                                           |
| ---- | ---------------------- | ----------------------- | -------------------------------------------------------------- |
| 1992 | The Mighty Ducks       | Jane                    |                                                                |
| 1993 | Trauma                 | Alice                   |                                                                |
| 1994 | Disclosure             | Cindy Chang             |                                                                |
| 1994 | Star Trek: Generations | Ensign Demora Sulu      |                                                                |
| 1994 | White Mile             | Michelle Stefanoff      | Televisie                                                      |
| 1995 | Courthouse             | Amy Chen                | Televisie 6 episodes                                           |
| 1997 | Volcano                | Jaye Calder             |                                                                |
| 1997 | Xena: Warrior Princess | Lao Ma                  | Televisie Episodes: "The Debt, Part I" en "The Debt, Part II"  |
| 1999 | Brokedown Palace       | Yon Greene              |                                                                |
| 2000 | The Operator           | The Operator            |                                                                |
| 2000 | ER                     | Linda Reed              | Televisie Episode: "The Greatest of Gifts"                     |
| 2001 | The Hollywood Sign     | Paula Carver            |                                                                |
| 2001 | The West Wing          | Lt. Emily Lowenbrau     | Televisie Episode: "Bad Moon Rising"                           |
| 2002 | Charlotte Sometimes    | Charlotte/Darcy         | Independent Spirit Award nominatie voor Best Supporting Female |
| 2002 | In Search of Cezanne   | Martha Beck             | Credited als song-writer                                       |
| 2005 | Red Doors              | Samantha Wong           |                                                                |
| 2006 | Present                |                         | Schrijfster, director en producer                              |
| 2006 | Threshold              | Rachel                  | Televisie Episodes: "Outbreak" en "Vigilante"                  |
| 2012 | Futurestates           | Gwen                    | Televisie                                                      |
| 2015 | Advantageous           | Gwen                    | Schrijfster en producer                                        |
| 2017 | Doubt                  | Molly Brennan / Cho Han | 3 episodes                                                     |

- Gemeinsame Normdatei: 1062225481
- International Standard Name Identifier: 0000 0004 5311 233X
- Library of Congress Control Number: no2016124600
- Virtual International Authority File: 311699324
- WorldCat: E39PBJc7Yd47fCDJKJPqPbqJDq